# Episodi di Mayans M.C. (quarta stagione)
La quarta stagione della serie televisiva Mayans M.C., composta da 10 episodi, è stata trasmessa in prima visione negli Stati Uniti d'America sul canale via cavo FX dal 19 aprile al 14 giugno 2022.
In Italia, la stagione è andata in onda dal 27 luglio al 31 agosto 2022 su Disney+. 
| nº | Titolo originale                         | Titolo italiano                       | Prima TV USA   | Prima TV Italia |
| -- | ---------------------------------------- | ------------------------------------- | -------------- | --------------- |
| 1  | Cleansing of the Temple                  | La purificazione del tempio           | 19 aprile 2022 | 27 luglio 2022  |
| 2  | Hymn Among Ruins                         | Inno tra le rovine                    | 19 aprile 2022 | 27 luglio 2022  |
| 3  | Self Portrait in a Blue Bathroom         | Autoritratto nel bagno blu            | 26 aprile 2022 | 27 luglio 2022  |
| 4  | A Crow Flew By                           | Potere di veto                        | 3 maggio 2022  | 27 luglio 2022  |
| 5  | Death of the Virgin                      | Un sacrificio doloroso                | 10 maggio 2022 | 27 luglio 2022  |
| 6  | When I Die, I Want Your Hands on my Eyes | Sete di vendetta                      | 17 maggio 2022 | 3 agosto 2022   |
| 7  | Dialogue with the Mirror                 | Parlare allo specchio                 | 24 maggio 2022 | 10 agosto 2022  |
| 8  | The Righteous Wrath of an Honorable Man  | Guardati le spalle                    | 31 maggio 2022 | 17 agosto 2022  |
| 9  | The Calling of Saint Matthew             | La vocazione di San Matteo            | 7 giugno 2022  | 24 agosto 2022  |
| 10 | When the Breakdown Hit at Midnight       | Quando la rottura arriva a mezzanotte | 14 giugno 2022 | 31 agosto 2022  |